# Hans Rehmann
Hans Rehmann (* 20. März 1900 in Zürich; † 10. August 1939 in Langenthal) war ein Schweizer Schauspieler.

## Leben und Wirken
Rehmann hatte Germanistik studiert und anschließend kurzzeitig als Lehrer an einer Schule gearbeitet. Erste Schauspielerfahrungen sammelte er an einer Wanderbühne. 1921 ging er nach Berlin und trat ein Engagement an der Volksbühne an. Elisabeth Bergner, mit der er 1926 im Film Liebe auftrat, verhalf ihm zu seinem anschließenden Aufstieg. Rehmann spielte Hauptrollen unter anderem in König Lear und Der Verschwender unter der Regie von Jürgen Fehling. Später sah man ihn auch am Deutschen Theater als Hector in Troilus und Cressida, als guter Gesell in Jedermann und als Thoas in Iphigenie auf Tauris. Zu seinen Regisseuren zählten Heinz Hilpert und Max Reinhardt. Erfolge feierte er aber vor allem am Metropol-Theater.
1926 erhielt Rehmann seine erste Rolle beim Stummfilm, drei Jahre später holte ihn der Regisseur Paul Czinner für einen weiteren Stummfilm nach London. Dort spielte er eine Hauptrolle an der Seite von Pola Negri in einem Melodram. Nach weiteren Theateraufgaben an der Volksbühne, diesmal an der Seite von Kollegen wie Peter Lorre und Lotte Lenya, übernahm Rehmann zu Beginn der 1930er Jahre tragende Rollen in sieben frühen Tonfilmen. Am bekanntesten wurde sein Auftritt als treuer Kurier Friedrichs des Großen, Major Lindeneck, in dem Preußenfilm Das Flötenkonzert von Sans-souci. 1932 sah man ihn in einer Professorenrolle, der männlichen Hauptrolle, an der Seite von Asta Nielsen in ihrem einzigen und letzten Tonspielfilm Unmögliche Liebe.
Mit der nationalsozialistischen „Machtergreifung“ in Deutschland kehrte Hans Rehmann 1933 in seine alte Heimat zurück. Dort sah man ihn noch im selben Jahr (1933) in einem schweizerdeutschsprachigen Kinofilm. Es sollte seine letzte Arbeit vor der Kamera bleiben. Anschließend nahm Rehmann ein Engagement nach Wien ans Theater in der Josefstadt an, wo er erneut mit Max Reinhardt aber auch mit dessen rechter Hand Otto Preminger zusammenarbeitete. Rehmann spielte in Faust I die Titelrolle, den Bluntschli in Helden und den von Asterberg in Alt-Heidelberg.
Infolge einer Erkrankung an Tuberkulose zog sich Rehmann 1935 endgültig in die Schweiz zurück. Er war mit Anna Katharina Salten (1904–1977) verheiratet, der Tochter des Journalisten und Autors Felix Salten. Er lebte in Langenthal, wo er, mittlerweile sehr religiös geworden, als Pfarrer wirkte. Er starb drei Wochen vor Beginn des Zweiten Weltkriegs an seiner Krankheit.

## Filmografie
- 1926: Liebe
- 1929: Die Straße der verlorenen Seelen (The Woman He Scorned)
- 1929: Klippen der Ehe
- 1930: Die Jagd nach dem Glück
- 1930: Das Flötenkonzert von Sans-souci
- 1931: Schachmatt
- 1931: Panik in Chicago
- 1931: Die Pranke
- 1931: Yorck
- 1932: Das Abenteuer der Thea Roland
- 1932: Unmögliche Liebe
- 1933: Wie d’Warret würkt